# Markvart di Úlice
Markvart di Úlice (in tedesco Markvart von Aulitz; ca. 1350 – Suchdol (Boemia centrale), 27 dicembre 1402) è stato un nobile boemo, etmano reale al comando del re d'Ungheria Sigismondo di Lussemburgo, nel periodo in cui questi ambiva alla corona di Boemia durante le guerre dei margravi di Moravia.

## Biografia
Le sue origini risalgono a una famiglia della bassa nobiltà, i signori di Úlice, originari dell'omonima località della Boemia occidentale, vicino a Plzeň. Secondo le poche informazioni sulla sua famiglia, fu il secondo a recare il nome di Markvart, dopo suo nonno, il primo membro della famiglia di cui si abbia notizia. Suo padre era Jan di Úlice, e Markvart venne menzionato per la prima volta insieme a un fratello, Lvík, nel 1377, ed entrambi in quell'anno erano adulti. Il loro stemma ancestrale era quello dei signori di Riesenberg, nei colori rosso e bianco, anche se altri sostengono fosse simile a quello della famiglia Czernin.
A cavallo tra il XIV e il XV secolo, nel corso delle accese dispute della casata di Lussemburgo, si schierò dalla parte del re d'Ungheria Sigismondo di Lussemburgo, contro suo fratello, il re di Boemia Venceslao IV. Nel 1402 Venceslao venne imprigionato con l'inganno dalla lega dei signori boemi, che, accordatasi con Sigismondo, fece trasferire la prigionia del re boemo a Vienna, nel controllo di Alberto IV d'Austria. Sigismondo avviò quindi una campagna per prendere il controllo della Boemia, a cui partecipò anche Markvart.
Una delle città che rimasero fedeli a Venceslao IV era Kutná Hora. Markvart fu il capo dell'esercito praghese che la assediò per ordine di Sigismondo nel dicembre del 1402 insieme a una ingente quantità di truppe cumane e ungheresi. I suoi soldati rasero al suolo e saccheggiarono gran parte della zona attorno alla città. Tra le città vicine a Kutná Hora più strenuamente fedeli a Venceslao figurava Suchdol, dove Markvart fu mandato con un distaccamento per assediarla il 24 dicembre. Quivi trovò la morte dopo essere stato colpito da una freccia il 27 dicembre 1402.

## Nella cultura popolare
Il personaggio di Markvart di Úlice in una versione fittizia e romanzata compare come il principale antagonista nel videogioco del 2018 Kingdom Come: Deliverance e nel suo sequel Kingdom Come: Deliverance 2. Nella trama del gioco il comandante, noto come Sir Markvart von Aulitz, viene fatto sopravvivere fino al 1403 inoltrato, tanto da condurre il celebre attacco a Stříbrná Skalice.